# Jedrski terorizem
Izraz jedrski terorizem se uporablja kot oznaka za naslednja teroristična dejanja:
- uporaba jedrskega orožja,
- uporaba t. i. umazanih bomb; tj. sredstev, ki razprši radioaktivno snov v okolico z namenom dolgotrajne kontaminacije le-te brez jedrske eksplozije,
- teroristični napadi na jedrske objekte (npr. jedrske elektrarne)

Jedrsko orožje so v zgodovini edine uporabile ZDA in sicer leta 1945 v napadih na japonski mesti Hirošima in Nagasaki, s katerima sta končali II. svetovno vojno na tihooceanskem bojišču.
Na jedrski terorizem so začeli zahodni viri opozarjati v devetdesetih letih, ko sta razpadla Sovjetska zveza in Varšavski pakt, kjer je bilo na voljo mnogo (po ocenah strokovnjakov) neustrezno varovanih jedrskih snovi, tako v obliki jedrskega orožja kot jedrskih odpadkov (za izdelavo umazanih bomb).
Junija 2002, torej kmalu po terorističnih napadih 11. septembra 2001, so v ZDA aretirali Joséja Padillo, ki naj bi pripravljal radiološki napad na Washington; od takrat je Padilla po ukazu predsednika Busha v južnokarolinskem vojaškem zaporu kot »nezakoniti bojevnik«, vendar obtožnice proti njemu (še) niso vložili. Avgusta istega leta so ZDA začele s programom iskanja in zavarovanja obogatenega urana iz 24 sovjetskih reaktorjih v 16 državah, da bi zmanjšali verjetnost, da bi te snovi prišle v roke teroristom ali »odpadniškim državam«. Kot prvi objekt je bila na vrsti beograjski inštitut za jedrske znanosti Vinča, v katerem je bilo po ameriških poročilih »dovolj obogatenega urana za izdelavo poltretje jedrske bombe« .
Komisar Evropske unije Loyola de Palacio je novembra 2002 predlagal, da EU oblikuje enotne standarde za pravilno odstranitev jedrskih odpadkov. Še posebej je imel v mislih tiste nove članice, v katerih delujejo reaktorji iz sovjetske dobe.
Glede skladiščenja jedrskih in radioaktivnih snovi so sprejeti številni standardi. Obstaja možnost uporabe umazanih bomb, po mnenju nekaterih zahodnih analitikov pa ni izključena tudi možnost uporabe jedrskega orožja. Nekaj časa se je namreč precej govorilo o atomskih bombah ruskega izvora, ki naj bi jih bilo moč prenašati v malo večjih poslovnih kovčkih in naj bi po nekaterih ocenah imele moč 0,5 do 1,5 kt. Domnevno naj bi po neuradnih informacijah ruske vojske določeno število teh kovčkov izginilo neznano kam.